# Molgula manhattensis
Molgula manhattensis, conegut com a raïm de (la) mar o raïm marí, és una espècie d'ascidi generalment trobada al llarg de la Costa de l'est i regió de costa del Golf dels Estats Units. Si bé és nativa d'aquesta regió, ha estat introduïda a altres regions d'Europa, Austràlia, i la Costa de l'oest. No viu a la costa de l'oceà Pacífic de l'oest dels Estats Units.

## Descripció
Molgula manhattensis és petit, esfèric, marronós-gris de color, una mica translúcid, i tou i rugós al tacte. Com altres ascidis, tenen dos sifons (incurrent i excurrent), a través dels quals poen aigua per ventilació i s'alimenten filtrant-hi el nodriment, i també per a alliberar els seus gàmetes. Són hermafrodites, alliberen l'esperma i els ous a l'aigua per a una fertilització externa, diferent d'algunes altres espècies de Molgula que poden ser vivípars (p. ex. M. citrina). Llur túnica és coberta de moltes fibril·les petites.

## Hàbitat
M. manhattensis pot viure de la zona de marees fins a una profunditat de 90 metres. Es poden agafar a organismes sòlids o fins i tot a roques, fundacions, boies, o sorra. També pot viure en temperatures d'aproximadament 10 °C fins a prop de -13 °C. Poden viure dins aigua amb una salinitat de 33.270 a 36.231 PSS, amb concentracions d'oxigen entre 3.960 i 6.328 ml/l.

## Història
Mogula manhattensis és originari de la costa est dels Estats Units i aigües al voltant Europa. N'hi ha també a la Costa Oest dels Estats Units i a parts d'Àsia. Els adults poden viure sobreviure en qualsevol estesa d'aigua encara que s'estimen més les aigües protegides. Les larves tan sols sobreviuen qualques dies llevat si no s'arrapen a una superfície dura (semblantment a les ostres i musclos).